# Богельов
Богельов (словац. Boheľov, угор. Bögellő) — село, громада в окрузі Дунайська Стреда, Трнавський край, південно-західна Словаччина. Кадастрова площа громади — 8,29 км². Населення — 355 осіб (за оцінкою на 31 грудня 2017 року).
Знаходиться за ~11 км на південний схід від адмінцентру округу міста Дунайська Стреда.
Перша згадка 1456 року як Beg; за іншими джерелами — 1400-го.

## Географія
Село розташоване на Дунайській низовині в центральній частині Житнього острова. Висота над рівнем моря 112 м (111—113 м територією кадастру).
У кадастрі розташована частина природоохоронної території Rašelinisko pri Boheľove (загальна площа заповідника 115,98 га). Протікають Богельовський канал; Юрова-Вельки Медер; Хотарний канал і Крачани-Богельов.

## Транспорт
Автошляхи (Cesty III. triedy) 1394, 1402.

## Населення
| Рік:            | 1994. | 2004.   | 2014.   | 2024.   |
| --------------- | ----- | ------- | ------- | ------- |
| Кількість осіб: | 371   | 365     | 346     | 355     |
| Різниця:        |       | -1,61 % | -5,20 % | +2,60 % |

| Рік:            | 2023. | 2024.   |
| --------------- | ----- | ------- |
| Кількість осіб: | 357   | 355     |
| Різниця:        |       | -0,56 % |